# مايكل فينك
مايكل فينك (بالإنجليزية: Michael Fincke) (و. 1967 – م) هو ضابط، ورائد فضاء، ومهندس من الولايات المتحدة الأمريكية . ولد في بيتسبرغ، بنسيلفانيا. تولى منصب قائد بعثة محطة الفضاء الدولية، البعثة 18 (24 أكتوبر 2008–24 أبريل 2009) .

## ريادة الفضاء
شارك في المهمات الفضائية:
- البعثة 9
- سويوز تى ام ايه-13
- بعثة مكوك الفضاء إس تي إس 134
- البعثة 18
- Soyuz TMA-4.

## التعليم
تعلم في معهد ماساتشوست للتكنولوجيا، وU.S. Air Force Test Pilot School

## الخدمة العسكرية
خدم في القوات الجوية الأمريكية.

## جوائز
حصل على جوائز منها:
- Medal "For Merit in Space Exploration".